# Phytomyza caffra
Phytomyza caffra este o specie de muște din genul Phytomyza, familia Agromyzidae, descrisă de Macquart în anul 1846. Conform Catalogue of Life specia Phytomyza caffra nu are subspecii cunoscute.